# شلینا زادورسکی
شلینا زادورسکی (انگلیسی: Shelina Zadorsky؛ زادهٔ ۲۴ اکتبر ۱۹۹۲) بازیکن فوتبال اهل کانادا است.
از باشگاه‌هایی که در آن بازی کرده‌است می‌توان به واشینگتن اسپیریت و باشگاه فوتبال اورلندو پراید اشاره کرد.
وی همچنین در تیم‌های ملی فوتبال Canada women's national under-17 soccer team, Canada women's national under-20 soccer team، و زنان کانادا بازی کرده‌است.
وی در مسابقات کشوری و بین‌المللی در مجموع برندهٔ ۱ مدال برنز شده‌است.